# Séquence glissante
En biologie moléculaire et en génétique, une séquence glissante est une courte section d'ARN messager dont la séquence nucléotidique, généralement UUUAAAC, induit une accélération de la vitesse de lecture de l'ARN messager par le ribosome, conduisant ce dernier à « sauter » un nucléotide et à poursuivre la traduction de l'ARN messager avec un décalage +1 du cadre de lecture,,.